# Heavy Rotation (singolo)
Heavy Rotation è un brano musicale del gruppo di idol giapponesi AKB48, pubblicato come loro diciassettesimo singolo il 18 agosto 2010. Il singolo è il quarto singolo consecutivo delle AKB48 ad arrivare alla vetta della classifica giapponese Oricon.

## Tracce
CD "Tipo A"
1. Heavy Rotation - 4:41
2. Namida no Sea-Saw Game (涙のシーソーゲーム)  - 4:43
3. Yasai Sisters (野菜シスターズ) - 3:34
4. Heavy Rotation (Karaoke) - 4:41
5. Namida no Sea-Saw Game (Karaoke)  - 4:43
6. Yasai Sisters (Karaoke) - 3:34

Durata totale: 26:05
CD "Tipo B"
1. Heavy Rotation - 4:41
2. Namida no Sea-Saw Game (涙のシーソーゲーム)  - 4:43
3. Lucky Seven (ラッキーセブン) - 3:41
4. Heavy Rotation (Karaoke) - 4:41
5. Namida no Sea-Saw Game (Karaoke)  - 4:43
6. Nakeru Basho (Off Vocal Ver.) - 5:03

Durata totale: 26:19
CD "Tipo Theater"
1. Heavy Rotation - 4:41
2. Namida no Sea-Saw Game (涙のシーソーゲーム)  - 4:43
3. Yasai Sisters (野菜シスターズ) - 3:34
4. Lucky Seven (ラッキーセブン) - 3:41

Durata totale: 16:39

## Classifiche
| Classifica (2010)                       | Posizione più alta |
| --------------------------------------- | ------------------ |
| Giappone (Oricon)                       | 1                  |
| Billboard Billboard Japan Hot 100       | 1                  |
| RIAJ Digital Track Chart weekly top 100 | 1                  |